# Kispikkelyű tajpán

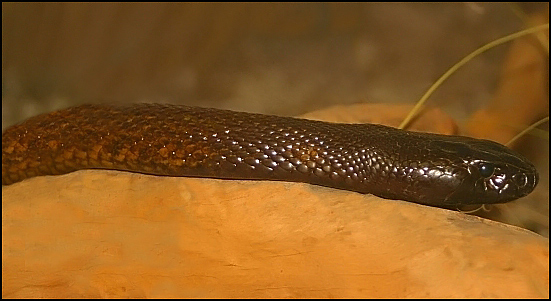
Barna színű tajpán

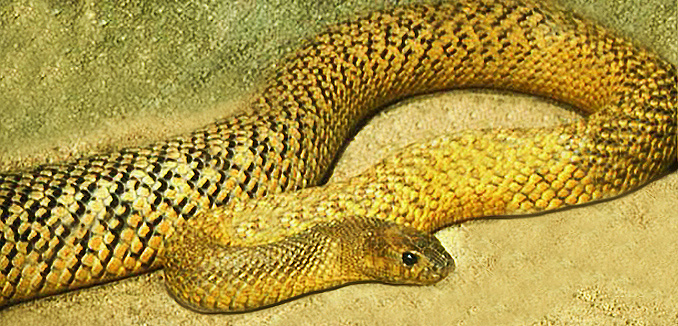
Olajzöld színű tajpán

A kispikkelyű tajpán (Oxyuranus microlepidotus) Ausztráliában őshonos faj, a világ legerősebb mérgű kígyója.
Noha erős a mérge, e kígyófaj rendkívül félénk, rejtőzködő életmódot folytat, többnyire menekül ha veszélyt észlel, és csak akkor támad, ha fenyegetve érzi magát.

## Előfordulása
A faj őshonos Ausztrália száraz, belső területein, előfordulása az Északi terület (Northern Territory) délkeleti szegletétől egészen Queensland nyugati részéig, de megtalálható még az Eyre-tótól északra, valamint a Murray, Murrumbidgee és Darling folyók találkozásától nyugatra.

## Megjelenése
A kígyó bőre alapvetően sötétbarna, azonban színárnyalatai a sötétbarnától a világos olajzöldig változnak az évszaktól függően. Hátán, oldalán és a farkán a barna és a szürke különböző árnyalatai fordulnak elő, és ezen testrészeken a szarupikkelyek szélei rendszerint sötétek, feketék.
Ezek a sötét körvonalú pikkelyek átlós csíkokban helyezkednek el a testen, így a mintázat különböző hosszúságú lefelé és hátrafelé sorakozó tört V-alakokat ad. A legalsó oldalpikkelyek elülső széle gyakran sárga színű. A hátoldali pikkelyek egyenletesek és simák. A kerek alakú fej és nyak láthatóan sötétebb színű, mint a test többi része (fényesen fekete télen és sötétbarna nyáron). A sötét szín lehetővé teszi az állat számára, hogy felmelegedjen, miközben testének csak az elülső részével bújik ki az üregéből. A szeme átlagos méretű, feketés-barna pupillával melynek nincs észlelhető színes szegélye.  
Pikkelyei a törzsön 23 sorban, a farokrészen pedig 55-70 sorban helyezkednek el, valamint a farok alsó oldalán található a kloákát fedő pikkely.
Az állat megközelítőleg 180 cm hosszúra nő meg, noha a nagyobb példányok hossza elérheti akár a 2 métert is.

## Életmódja
Üregekben, repedésekben él és rágcsálókkal táplálkozik, mint például egerek, patkányok. Egyetlen pontos célzású marással öl, és visszavonul amíg az áldozat kiszenved mielőtt biztonságosan elfogyasztaná azt. Bőrszínük változtatásával igazodnak az évszakokhoz. Nyáron világosabb színűek, míg télen sötétebb a kültakarójuk, melynek oka a hőszabályozás, azaz a sötétebb szín több fényt nyel el (és ezt a szervezete hővé alakítja) a hidegebb hónapokban.

## Mérge
Átlagos méregmennyisége 44 mg, és 110 mg volt a legnagyobb feljegyzett mennyiség. Mérgének erőssége 0,03 mg/kg LD50 (egereken mérve).
Mérge 200-400-szor erősebb a legtöbb csörgőkígyó fajénál, valamint 50-szer erősebb a kobrák mérgénél.
A kispikkelyű tajpán mérge neurotoxikus (idegrendszert támadja), átlagosan 45 perc alatt képes egy felnőtt ember halálát okozni. Marását ellenméreggel lehet semlegesíteni, amióta tajpán antiszérum létezik, azóta nem volt feljegyzett haláleset.
Bár 2009-ig az egyértelműen beazonosított kispikkelyű tajpán-marások abból adódtak, hogy herpetológusok óvatlanul vették kézbe a kígyót, sok marás esetet jegyeztek fel, amelyek vélhetően e fajtól származnak.

## Szaporodása
A kígyó egy-két tucat tojásból álló fészekaljat készít. A tojások két hónap alatt kelnek ki.
A tojásoknak rendszerint más állatok által elhagyott üregekben, mély repedésekben keres menedéket. A szaporodás gyakorisága függ a táplálkozásuktól, így amennyiben nincs elegendő táplálék, az állat ritkábban szaporodik.

## Fordítás
- Ez a szócikk részben vagy egészben  az   Inland Taipan című angol nyelvű Wikipédia-szócikk fordításán alapul.  Az eredeti cikk szerkesztőit annak laptörténete sorolja fel. Ez a jelzés csupán a megfogalmazás eredetét és a szerzői jogokat jelzi, nem szolgál a cikkben szereplő információk forrásmegjelöléseként.